# Bačovka
Bačovka är ett vattendrag i Tjeckien.   Det ligger i regionen Mellersta Böhmen, i den centrala delen av landet, 50 km öster om huvudstaden Prag.